# 毛高什·伊什特万
毛高什·伊什特万（匈牙利語：Magas István，1952年2月22日—），匈牙利男子水球运动员。他曾代表匈牙利国家队参加1972年夏季奥林匹克运动会水球比赛，获得一枚银牌。